# Epilobium persicinum
Epilobium persicinum är en dunörtsväxtart som beskrevs av Reichenb.. Epilobium persicinum ingår i släktet dunörter, och familjen dunörtsväxter. Inga underarter finns listade i Catalogue of Life.